# Humiriastrum ottohuberi
Humiriastrum ottohuberi är en tvåhjärtbladig växtart som beskrevs av J. Cuatrec.. Humiriastrum ottohuberi ingår i släktet Humiriastrum och familjen Humiriaceae. Inga underarter finns listade i Catalogue of Life.